# Volkshalle

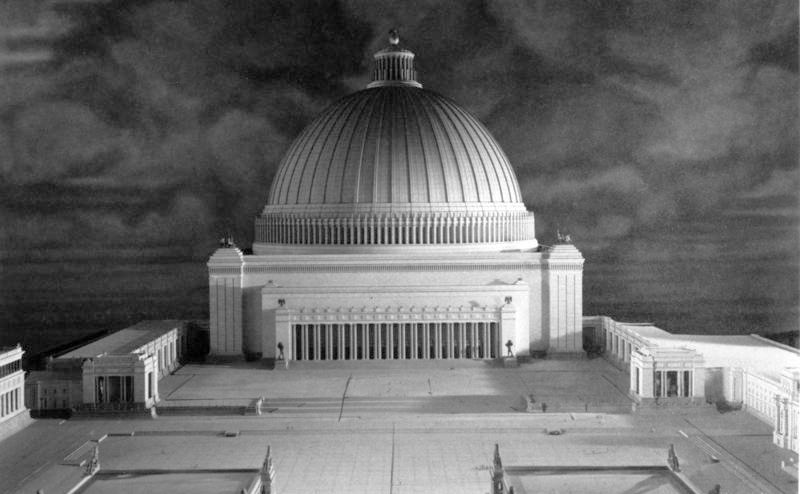
Model van de Große Halle.

De Volkshalle (Nederlands: Hal van het Volk), ook wel Große Halle (Grote Hal) of Ruhmeshalle (Erehal) was een geplande grote overkoepelde hal die het centrum moest vormen van de hoofdstad van nazi-Duitsland. Deze hoofdstad, oorspronkelijk Berlijn, moest na de Endsieg (het uiteindelijk winnen van de oorlog door de nazi's) worden verbouwd tot Welthauptstadt Germania, de nieuwe hoofdstad van de wereld. De Volkshalle zou met een hoogte van 320 meter de Sint-Pieterskerk te Rome in het niet doen verzinken. Hij zou gebruikt worden voor herdenkingen, volksverzamelingen, toespraken van Hitler en andere nazileiders e.d.
Adolf Hitler zelf had het grondplan voor de hal getekend waarna zijn architect Albert Speer dit verder uitwerkte. Naar Speers latere uitleg had Hitler het idee ontleend aan het Pantheon in Rome maar, zoals gewoonlijk, vergrootte hij dit klassieke gebouw tot gigantische proporties. De Volkshalle zou bekroond moeten worden door een enorme Duitse adelaar met in zijn klauwen niet het hakenkruis, zoals de gewoonte was in nazi-Duitsland, maar de wereldbol. De Volkshalle is nooit buiten het planstadium uitgekomen maar er zijn wel tekeningen en modellen van gemaakt tijdens deze fase die bewaard gebleven zijn.